# Ioánnis Kostí
Ioánnis Kostí (grec moderne : Ιωάννης Κωστή) est un footballeur international chypriote né le 17 mars 2000, qui évolue au poste de milieu de terrain avec le Nea Salamina, en prêt de l'Olympiakos.

## Biographie

### Carrière en club
Repéré par le club du Nea Salamina Famagouste en 2011, il y fait ses débuts à seulement 17 ans, avant d'être repéré par l'Olympiakos en 2020.

### Carrière internationale
Il reçoit sa première sélection en équipe de Chypre le 8 juin 2019, lors d'un match contre l'Écosse comptant pour les éliminatoires de l'Euro 2020 (défaite 2-1 à Hampden Park). Par la suite, le 10 octobre de la même année, il délivre sa première passe décisive, contre le Kazakhstan, et lors de ces mêmes éliminatoires (victoire 1-2).